# Kanton Saint-Rémy-sur-Durolle
Der Kanton Saint-Rémy-sur-Durolle war bis 2015 ein französischer Kanton im Arrondissement Thiers im Département Puy-de-Dôme und in der Region Auvergne-Rhône-Alpes; sein Hauptort war Saint-Rémy-sur-Durolle. Vertreter im Generalrat des Départements war zuletzt von 2011 bis 2015 Olivier Chambon.
Der Kanton war 177,93 km² groß und hatte (2006) 9.081 Einwohner, was einer Bevölkerungsdichte von 51 Einwohnern pro km² entsprach. Er lag im Mittel auf 677 Meter über dem Meeresspiegel, zwischen 319 m in Saint-Victor-Montvianeix und 1.287 m in Arconsat. 

## Gemeinden
Der Kanton bestand aus acht Gemeinden:
| Gemeinde                 | Einwohner Jahr | Fläche km² | Bevölkerungsdichte | Postleitzahl | Code INSEE |
| ------------------------ | -------------- | ---------- | ------------------ | ------------ | ---------- |
| Arconsat                 | 624 (2013)     | –          | – Einw./km²        | 63250        | 63008      |
| Celles-sur-Durolle       | 1761 (2013)    | –          | – Einw./km²        | 63250        | 63066      |
| Chabreloche              | 1261 (2013)    | –          | – Einw./km²        | 63250        | 63072      |
| La Monnerie-le-Montel    | 1851 (2013)    | –          | – Einw./km²        | 63650        | 63231      |
| Palladuc                 | 562 (2013)     | –          | – Einw./km²        | 63550        | 63267      |
| Saint-Rémy-sur-Durolle   | 1798 (2013)    | –          | – Einw./km²        | 63550        | 63393      |
| Saint-Victor-Montvianeix | 239 (2013)     | –          | – Einw./km²        | 63550        | 63402      |
| Viscomtat                | 555 (2013)     | –          | – Einw./km²        | 63250        | 63463      |

## Bevölkerungsentwicklung
| 1962   | 1968   | 1975   | 1982   | 1990   | 1999  | 2006  |
| ------ | ------ | ------ | ------ | ------ | ----- | ----- |
| 10.441 | 11.065 | 10.796 | 10.610 | 10.280 | 9.571 | 9.081 |